# 완전체
추상대수학에서 완전체(完全體, 영어: perfect field)는 그 갈루아 이론이 특별히 단순한 체이다.

## 정의
체 {\displaystyle K}에 대하여, 다음 조건들은 서로 동치이다. 이 조건을 만족시키는 체를 완전체라고 하며, 완전체가 아닌 체를 불완전체(영어: imperfect field)라고 한다.
- {\displaystyle K}에 대한 기약 다항식은 분해 가능 다항식하다.
- {\displaystyle K}의 모든 유한 확대는 분해 가능 확대이다.
- {\displaystyle K}의 모든 대수적 확대는 분해 가능 확대이다.
- {\displaystyle K}의 표수가 0이거나, 아니면 표수가 {\displaystyle p>0}인 경우 모든 {\displaystyle a\in K}에 대하여 {\displaystyle b^{p}=a}인 {\displaystyle b}가 존재한다.
- {\displaystyle K}의 표수가 0이거나, 아니면 표수가 {\displaystyle p>0}인 경우 프로베니우스 사상 {\displaystyle a\mapsto a^{p}}이 {\displaystyle K}의 자기 동형 사상을 이룬다.

증명:
첫째·둘째·셋째 조건은 분해 가능 확대의 정의에 따라 자명하게 동치이다. 표수가 {\displaystyle p>0}인 경우 프로베니우스 사상은 항상 {\displaystyle K}의 단사 자기 준동형이므로, 넷째 조건과 다섯째 조건이 서로 동치이다.
첫째 조건 ⇒ 넷째 조건. {\displaystyle K}에 대한 기약 다항식이 분해 가능 다항식이며, {\displaystyle K}의 표수가 {\displaystyle p>0}이며, {\displaystyle b\in {\bar {K}}}이며, {\displaystyle b^{p}\in K}일 때, {\displaystyle b\in K}임을 보이면 충분하다. {\displaystyle f\in K[x]}가 {\displaystyle b}의 최소 다항식이라고 하자. {\displaystyle b}는 다항식
{\displaystyle (x-b)^{p}=x^{p}-b^{p}\in K[x]}
의 근이므로, {\displaystyle f(x)}는 이 다항식을 나눈다.
{\displaystyle f(x)=(x-b)^{n}}
{\displaystyle 1\leq n\leq p}
이라고 하자. {\displaystyle f(x)}는 기약 다항식이므로, 가정에 따라 분해 가능 다항식이다. 즉, {\displaystyle n=1}이다. {\displaystyle f\in K[x]}이므로, {\displaystyle b\in K}이다.
넷째 조건 ⇒ 첫째 조건. 만약 {\displaystyle K}의 표수가 0이라면, 임의의 기약 다항식 {\displaystyle f\in K[x]}에 대하여, {\displaystyle f'\neq 0}이므로 {\displaystyle f}는 분해 가능 다항식이다. 이제, {\displaystyle K}의 표수가 0이며, 프로베니우스 사상 {\displaystyle a\mapsto a^{p}}이 전사 함수이며,
{\displaystyle f(x)=a_{0}+a_{1}x+a_{2}x^{2}+\cdots \in K[x]}
가 임의의 기약 다항식이며, 분해 가능 다항식이 아니라고 가정하자. 그렇다면,
{\displaystyle 0=f'(x)=a_{1}+2a_{2}x+\cdots }
이다. {\displaystyle i=0,1,2,\dots }에 대하여, {\displaystyle ia_{i}=0\in K}이므로, {\displaystyle p\nmid i}일 때 {\displaystyle a_{i}=0}이다. 이제, 임의의 {\displaystyle j=0,1,2,\dots }에 대하여, {\displaystyle a_{pj}=b_{j}^{p}}인 {\displaystyle b_{j}\in K}를 잡자. 그렇다면,
{\displaystyle {\begin{aligned}f(x)&=a_{0}+a_{p}x^{p}+a_{2p}x^{2p}+\cdots \\&=b_{0}^{p}+b_{1}^{p}x^{p}+b_{2}^{p}x^{2p}+\cdots \\&=(b_{0}+b_{1}x+b_{2}x^{2}+\cdots )^{p}\end{aligned}}}
이다. 이는 {\displaystyle f(x)}가 기약인 데 모순이다. 따라서, {\displaystyle K}에 대한 모든 기약 다항식은 분해 가능 다항식이다.
보다 일반적으로, 표수가 0이거나, 아니면 양의 소수 표수를 가지며 프로베니우스 사상이 자기 동형 사상을 이루는 가환환을 완전환(完全環, 영어: perfect ring)이라고 한다. (이는 하이먼 배스가 도입한 "완전환" 개념과는 다른 개념이다.)

### 완전 폐포
양의 표수 {\displaystyle p}의 체 {\displaystyle K}에 대하여, {\displaystyle K}를 포함하는 {\displaystyle {\bar {K}}} 속의 가장 작은 체를 완전 폐포(完全閉包, 영어: perfect closure) {\displaystyle K^{p^{-\infty }}}라고 한다. 이는 {\displaystyle k}에 모든 {\displaystyle n=1,2,3,\dots }에 대한 {\displaystyle p^{n}}제곱근을 첨가하여 얻는다.
{\displaystyle K^{p^{-\infty }}=K\left(\bigcup _{n=1}^{\infty }\{a^{p^{-n}}\colon a\in K\}\right)\subseteq {\bar {K}}}
보다 일반적으로, 소수 표수 {\displaystyle p}의 가환환 {\displaystyle R}의 완전 폐포 {\displaystyle \iota \colon R\to R^{p^{-\infty }}}는 {\displaystyle R}를 포함하는 가장 작은 완전환이다. 즉, 다음과 같은 보편 성질을 만족시킨다.
임의의 표수 {\displaystyle p}의 완전환 {\displaystyle S} 및 환 준동형 {\displaystyle \iota '\colon R\to S}에 대하여, {\displaystyle \iota '=f\circ \iota }가 되는 환 준동형 {\displaystyle f\colon R^{p^{-\infty }}\to S}가 유일하게 존재한다.
{\displaystyle {\begin{matrix}R^{p^{-\infty }}&{\xrightarrow {\exists !}}&S\\\uparrow &\nearrow \\R\end{matrix}}}
이는 항상 존재하며, 체의 경우와 마찬가지로 모든 {\displaystyle p^{n}}제곱근들을 첨가하여 얻는다.

## 예
대수기하학을 제외하고, 수학에서 등장하는 대부분의 체들은 완전체이다.
- 표수가 0인 체는 완전체이다. 따라서, 실수체·복소수체·p진수체 등이 모두 완전체이다.
- 모든 유한체 {\displaystyle \mathbb {F} _{p^{n}}} 또한 완전체이다.
- 모든 대수적으로 닫힌 체는 (표수가 0이 아니더라도) 완전체이다.

완전체가 아닌 체의 예로는 표수가 {\displaystyle p}인 체 {\displaystyle K}에 대한 유리 함수체 {\displaystyle K(x)}가 있다. {\displaystyle x\in K(x)}의 경우 {\displaystyle {\sqrt[{p}]{x}}}가 존재하지 않기 때문이다.

## 같이 보기
- 반완전환